# 恋愛結婚学研究所
恋愛結婚学研究所（れんあいけっこんがくけんきゅうしょ、Love and Marriage Research Institution）は、「婚活／恋愛に悩む人を支援する」ことを理念として掲げ、出生率向上の最初のステップとして、「結婚件数を増やすこと」によって、活力ある日本社会の実現に貢献することをスローガンに、恋愛や結婚に関する学術的な研究を行う研究機関。
恋愛結婚学の商標は、恋愛結婚学研究所の運営者である株式会社TOBEが保有している。

## 概要
2016年9月1日に恋愛結婚学研究所は設立された。

主な活動として、各分野の専門家による恋愛・結婚に関する学術的な研究、各種団体／企業との共同研究、研究成果の定期的な発表などを行っている。

恋愛結婚学研究所の代表は大木隆太郎が務めている。

## 監修
恋愛結婚学研究所は、株式会社TOBEが運営する、恋愛・婚活に勝つための情報サイト「愛カツ」を全面監修している。
「愛カツ」のコンテンツの企画や調査・分析を受託し、愛カツ編集部と共同で「愛カツ」の運営を行っている。

## メンバー
- 大木隆太郎　ビジネス・フェロー／恋愛起業家（オスカープロモーション）

## テレビ出演実績
- TBSテレビ王様のブランチの「ちょこっとリサーチ！」に解説者として出演[3][4]。
- TBSテレビNスタで安室奈美恵のできちゃった結婚について解説[5][6][7]。
- 大木隆太郎が、TOKYO MX系モーニングCROSSに定期的に解説者として出演[8]。
- フジテレビ「黄昏流星くん」に恋愛分析官として出演[9]。
- TBSテレビ「ビビット」にママ活[10]の解説者として出演[11]。

## ラジオ出演実績
- ＴＢＳラジオ「AI時代のラジオ 好奇心プラス」にゲストとして出演[12]

## セミナー・公演実績
- 東京都が主催する東京都結婚応援イベント「TOKYO縁結日2017」に登壇[13][14]。

## その他実績
- 東大生と恋愛をテーマに対談[15][16]。